# Schistomeringos pacifica
Schistomeringos pacifica är en ringmaskart som beskrevs av Westheide 1977. Schistomeringos pacifica ingår i släktet Schistomeringos och familjen Dorvilleidae. Inga underarter finns listade i Catalogue of Life.